# Cristianesimo in Azerbaigian
Il cristianesimo in Azerbaigian è una religione minoritaria. La maggioranza della popolazione dell'Azerbaigian (circa il 96-97%) è di religione islamica. I cristiani rappresentano circa il 3-3,2% della popolazione, di cui circa il 2,8-3% circa sono ortodossi e circa lo 0,2% protestanti, mentre i cattolici sono pochissimi. La costituzione dell'Azerbaigian sancisce la separazione fra stato e religione e prevede la libertà di religione entro i limiti fissati dalla legge. L'estremismo religioso è vietato. Lo stato non può interferire con le attività religiose dei gruppi o delle singole persone, ma può intervenire in caso di attività estremistiche e illegali e può sciogliere le organizzazioni che fomentino odio razziale, nazionalistico, religioso o sociale. Tutte le religioni si devono registrare. La legge prevede che le organizzazioni religiose debbano ottenere l'autorizzazione per importare, pubblicare o distribuire materiale religioso. Il proselitismo religioso è vietato agli stranieri, ma è permesso ai cittadini azeri, anche se con alcuni limiti; i gruppi religiosi non musulmani riconosciuti possono tuttavia invitare liberamente personale straniero ad officiare servizi religiosi, mentre i gruppi religiosi musulmani hanno bisogno di un permesso preventivo per invitare religiosi musulmani stranieri per i servizi religiosi. Nella scuola pubblica l'insegnamento religioso non è previsto; gli studenti possono ricevere l'istruzione religiosa al di fuori dell'orario scolastico da parte dei gruppi religiosi riconosciuti dallo stato. L'uso dei simboli religiosi è permesso solo nei luoghi di culto dei gruppi religiosi riconosciuti.

## Confessioni cristiane presenti
- Chiesa ortodossa: in Azerbaigian sono presenti la Chiesa ortodossa russa, la Chiesa apostolica armena e la Chiesa ortodossa georgiana;
- Chiesa cattolica: è presente nel Paese con la prefettura apostolica dell'Azerbaigian. Nel Paese i fedeli cattolici erano nel 2015 poco meno di 600 su una popolazione di 9,5 milioni;
- Protestantesimo: in Azerbaigian sono presenti luterani, battisti, avventisti del settimo giorno e Assemblee di Dio, ma a parte i luterani (presenti con la Chiesa evangelica luterana in Azerbaigian, che fa capo alla Chiesa evangelica luterana in Russia, Ucraina, Kazakistan e Asia centrale), le altre denominazioni protestanti sono ancora in attesa del riconoscimento governativo;[4]
- Altre denominazioni cristiane: in Azerbaigian sono inoltre presenti i Molokan (gruppo conservatore staccatosi dalla Chiesa ortodossa russa) e la Chiesa albanese-caucasica degli Udi, chiesa della minoranza Udi.